# ご縁ハンター
『ご縁ハンター』（ごえんハンター）は、2013年4月13日から同年4月27日までNHK「土曜ドラマ」で放送された日本のテレビドラマ。主演は観月ありさ。キャッチコピーは「婚活は、痛い。ひとりは、もっと痛い。」。

## あらすじ
通販会社のカスタマーセンターで責任ある立場にある37歳の蓮見利香は、一緒に暮らしていた母から婚活サイトで知り合った男性との再婚を告げられ、自分の結婚について考えるようになり、自分も母と同じサイト「マリッジコム」に登録することにする。自分に自信があった利香だったが、37歳という年齢や仕事を辞めるつもりがないことなどがネックとなり、婚活市場における自分の価値が想像以上に低いことを思い知らされる。

## キャスト

### 主要人物
蓮見 利香 - 観月ありさ
37歳。通販会社「ヘルシーヌ」カスタマーセンター勤務。肩書はスーパーバイザー。仕事一筋に生きてきて、母の老後の面倒を見る心づもりでいたが、当の母から再婚の意志があることを告げられ、周りから取り残されているような気がし、また母が騙されているのではないかと心配になり、母が利用していた婚活サイト「マリッジコム」に登録する。当初は胡散臭いと考えていたが、次第に自身の結婚について真剣に考えるようになる。特技は書道、そろばん3級。
坂本 栄吉 - 松本利夫
40歳。食品会社の研究職で、主に調味料の成分分析を行っている。両親に孫の顔を見せたいとの一心で婚活に励んでいる。婚活市場における評価額は自分の方が高い、と利香に指摘する。
清田 悦子 - 大塚寧々
45歳。利香が通うヨガ教室のインストラクター。利香とは何でも話せる仲。
井上 千帆 - イモトアヤコ
29歳。地方から短大進学のために上京し、現在は靴売り場の派遣社員。年収250万円。「マリッジコム」のセミナーで利香と知り合う。いつ派遣切りにあうか分からない不安と、東京に居続けたい一心で婚活に励んでいる。
蓮見 共子 - 浅茅陽子
62歳。利香の母親。自宅で「はすみ書道教室」を開いている。「マリッジコム」で知り合った同年代の男性・村上との再婚を決める。
結（むすぶ） - 寺脇康文
「マリッジコム」が主催するセミナーの講師、カウンセラー。「婚活マスター」を自称する。

### その他
鈴原 恵 - 中島ひろ子
「ヘルシーヌ」カスタマーセンターオペレーター。既婚者で娘が1人いる。
海藤部長 - マキタスポーツ
「ヘルシーヌ」カスタマーセンター勤務。利香の上司。
村上 満 - 斉木しげる
共子の再婚相手。
新城 映見 - 京野ことみ
利香の妹。既婚者で息子・佑馬（演 - 五十嵐陽向）がいる。利香はもう結婚する気がないと思っていた。
坂本 光吉 - 上田耕一
栄吉の父親。
坂本 敏子 - 伊藤榮子
栄吉の母親。
奥村 かな子 - 滝裕可里
「ヘルシーヌ」カスタマセンター勤務。利香の部下。会社にしか居場所がない生き方は嫌だと考えている。

#### ゲスト
第1話
15番の男 - 松尾諭
お見合いパーティーで利香と対面した際、高齢出産になるなどと話す。
アツシ - 山中聡
「マリッジコム」会員。商社勤務。利香との初デートでキスを迫り進展せず。
ヨウスケ - 阪田マサノブ
「マリッジコム」会員。公務員。利香が熱心に自分の仕事の話をしたため進展せず。
ヒロキ（木澤浩樹） - 石黒賢
「マリッジコム」会員。42歳。人材派遣会社の社長だが金目当ての女性からアプローチされるのが嫌で、「年収350万円・契約社員」と偽っていた。
第2話 - 第3話
オカムー（岡村 健介） - 丸山智己（第2話）
仮面舞踏会で利香と意気投合した男性。35歳、女子校教師。利香と何度かデートを重ねるが、利香以外の女性とも同時進行で付き合いを続けていたことが利香に理解されず、進展せず。
相島 正春 - 池田政典
仮面舞踏会で悦子とカップルが成立した男性。広島県の消防士。悦子から「たすけて」というメールを受け取り、広島から駆け付けた。
睦美 - 久保田磨希
仮面舞踏会で栄吉とカップルが成立した女性。栄吉との最初のデートで服をねだり買ってもらうが、生理的に無理だからと告げ去る。
シンジ（三谷 伸治） - 水橋研二
仮面舞踏会で利香と会話した男性。豆腐屋。38歳、バツイチ。利香とメッセージのやり取りを重ねる。

## スタッフ
- 脚本 - 後藤法子
- 音楽 - 小松亮太
- 演出 - 笠浦友愛、中島由貴
- 撮影 - 清水昇一郎
- 婚活カウンセリング考証 - 高橋聰典
- 婚活サイト考証 - 高田康太
- 書道指導 - 望月暁云
- 制作統括 - 三鬼一希

## 放送日程
| 放送回 | 放送日  | サブタイトル         | 演出     |
| ------ | ------- | -------------------- | -------- |
| 第1回  | 4月13日 | 縁遠い女             | 笠浦友愛 |
| 第2回  | 4月20日 | 良縁は口に苦し       | 中島由貴 |
| 最終回 | 4月27日 | 縁は天下のまわりもの | 笠浦友愛 |